# Vance Toner
Pour les articles homonymes, voir Toner (homonymie).
 (novembre 2020).
Vance Toner, C.M., est un professeur canadien, originaire de Riverview, au Nouveau-Brunswick. Il est le premier directeur du département d'éducation physique et de récréologie de l'université de Moncton. Durant une période de compressions budgétaires, il met sur pied le programme d'athlétisme. Il organise plusieurs activités sportives et culturelles conjointes entre anglophones et  francophones du Nouveau-Brunswick. Il est fait membre de l'ordre du Canada en 1997. Il meurt le 19 avril 2005.
Tout d’abord, Vance Toner est né à Edmundston le 10 avril 1926, fils de Kathryn Tobin et Herman Toner. Avec son frère Richard Toner, il grandit dans un environnement plutôt anglophone. Il part ensuite étudier à l’université Saint-Thomas à Chatham, où il rencontre sa femme, Pauline Aubé. Il excelle au niveau académique et sportif avec les équipes des rugby et football de cette Université. Une fois diplômé, il enseigne, entraîne et joue au hockey à St-Joseph, à Alma, au Québec pour ensuite retourner à l’université Saint-Thomas comme enseignant et coach de football et de hockey. Il réussit même à mener l’équipe de hockey au championnat interuniversitaire des Maritimes en 1961 (St. Thomas University, 2010). « I was a pretty good stick handler » (je savais tenir la crosse) disait Vance Toner à ses enfants (Toner, Paul, 2020). 
En 1965, il rejoint la faculté de l’université de Moncton. Devant les réticences de l’université à le recevoir, il ne finit pas son doctorat au Springfield Collège au Massachusetts ce qui ne lui permet pas ?[pas clair] . Vance Toner et sa femme ont plusieurs enfants, une fille et 6 fils plus précisément. Vance Toner est médaillé de l’Ordre du Canada le 17 avril 1997 (Office of the Secretary to the Governor, 1997). De plus, il reçoit le Paul Harris Fellowship Award et est intronisé au Temple de la renommée sportive du Nouveau-Brunswick (Temple de la renommée sportive du Nouveau-Brunswick, 2013). Finalement, Vance Toner est récipiendaire de la médaille du Jubilé en 2002, du prix Tait McKenzie et du prix Austin Mathews.
Vance Toner décède accompagné de sa famille[réf. nécessaire] le 19 avril 2005 (InMemoriam.ca, 2005). Il reste donc toujours chéri dans le cœur de ses proches et de sa communauté en tant que l’homme attentionné, intègre, humble et parfois ludique qu'il était (Toner, Paul, 2020).[réf. nécessaire]

## Discussion

### Enjeux positifs de Vance Toner sur le sport et la société
Tout au long de son parcours, Vance Toner « donnait une certaine confiance d’être libre d’expression» raconte Eugène Gaudet, un de ses anciens collègues et responsable de sa nomination de l’Ordre du Canada (Gaudet, Eugène, 2020). Coach de plusieurs équipes sportives ainsi que bénévole dans sa communauté (Boys and Girls Club of Riverview, église de Riverview Immaculate Heart of Mary), il a su partager « un sens du devoir envers ses étudiants, athlètes, collègues et amis » partage Paul Toner, son fils (Toner, Paul, 2020). Paul explique que :
Son père s'est efforcé sans cesse de développer « la personne dans son ensemble » et de mettre l’emphase sur les acquis et atouts de chaque personne au lieu d’aller regarder ailleurs et de leur enseigner la détermination, l’intégrité et la confiance en soi (Toner, Paul, 2020).
Il fonde, en 1965, l’École d’éducation physique et des loisirs, et en 1972, il  fonde l’Institut de Leadership. Il représente le Nouveau-Brunswick au National Advisory Council on Fitness et fait aussi partie du Canada's Olympic Hockey Committee. Il  conseille  aussi le gouvernement fédéral canadien pour le développement du National Sports Administration Centre et la liste continue. Cela dit, Vance Toner a un grand impact sur la société par sa participation non seulement dans le monde sportif, mais dans sa communauté fièrement acadienne. Eugène Gaudet raconte que, selon lui, la jeunesse acadienne aurait bénéficié le plus de son influence et de ses actions et que l’Institut de Leadership a réussi à influencer beaucoup de jeunes professeurs à se perfectionner. Tout au long de sa carrière, Vance cherche à souligner l'importance d'adhérer à des normes éthiques élevées et au « fair-play » dans chaque situation. Vance Toner sait partager l’importance de l’éthique et la psychologie du sport. Il sait forger de nouveaux liens entre les communautés anglophones et francophones du Nouveau-Brunswick grâce à des initiatives sportives coopératives et à des activités récréatives. Vance Toner réussit à faire preuve de pouvoir d’hégémonie, car il sait mener son propre chemin sans se faire influencer négativement par les autres. Il a ses propres croyances et choisit d’honorer la population acadienne plutôt que chercher la reconnaissance ailleurs.

### Enjeux positifs du sport et de la société sur Vance Toner
Comme présenté précédemment, Vance Toner a un grand impact sur la société ainsi que dans le monde sportif, mais il est important de reconnaître l’effet que sa communauté a eu sur lui. Le sport lui démontre l’importance du travail d’équipe, qu’on dépend l’un de l’autre. Son fils, Paul Toner, croit que c’est le sport qui a amené son côté humble et modeste, et c’est le privilège d’avoir une communauté si généreuse qui l’a mené à être si impliqué (Toner, Paul, 2020). Le sport lui permet de voir que dans une équipe chaque personne est importante de leur propre manière. C’est son implication dans le sport qui le convainc de s’engager et inspirer la communauté. Comme son fils le mentionne, Vance Toner est un homme humble, mais la générosité de la communauté sait récompenser son implication et honorer sa participation. « Sa plus grande fierté, le seul méritas qu’il ait accroché sur le mur était lorsqu’ils l’ont nommé « personnalité de la semaine » » (Toner, Paul, 2020). Cela signifiait l'acceptation et la reconnaissance de sa communauté. On peut donc avoir l’impression que c’est ces méritas et reconnaissances qui lui apportent la plus grande fierté et le poussent à être l’homme qu’il est. De plus, en 2003, l’université de Moncton nommé leur stade intérieur en son honneur,  le « Stade Vance Toner » ce qui enorgueuillit sa famille (université de Moncton, 2003). « L’Université pose un geste pour faire en sorte que le nom de Vance Toner passe à la postérité, qu’une partie de l’édifice où il a œuvré durant une bonne partie de sa carrière, porte son nom » selon les mots du recteur, Yvon Fontaine (université de Moncton, 2003). Le sport permet à Vance Toner de développer son savoir-faire et savoir-être tandis que son entourage est ce qui lui permet de viser l’excellence.